# Jin Matsubara
Jin Matsubara (en japonés 松原 仁, Itabashi, 31 de julio de 1956) es un político japonés. Es miembro de la Cámara de Representantes de la Dieta (legislatura nacional). Fue nombrado presidente de la Comisión Nacional de Seguridad Pública, ministro de Estado de Asuntos del Consumidor y Seguridad Alimentaria y ministro de Secuestro. Anteriormente estaba afiliado al Partido de la Esperanza y al Partido Demócrata (el Partido Democrático de Japón).

## Carrera política
En la primera reorganización del gabinete del primer ministro del Partido Demócrata, Yoshihiko Noda, el 13 de enero de 2012, fue nombrado presidente de la Comisión Nacional de Seguridad Pública, ministro de Estado de Asuntos del Consumidor y Seguridad Alimentaria y ministro para la cuestión de los secuestros. Dejó el gabinete en la reorganización del gabinete del 1 de octubre del mismo año. Tadamasa Kodaira lo reemplazó como presidente de la Comisión Nacional de Seguridad Pública y ministro de Estado de Asuntos del Consumidor y Seguridad Alimentaria, y Keishu Tanaka asumió el cargo de ministro para la cuestión de los secuestros.

### Opiniones sobre la Segunda Guerra Mundial
Fue partidario de la película revisionista de 2007 del cineasta de derecha Satoru Mizushima, La verdad sobre Nanjing, que negó que la masacre de Nankín hubiera ocurrido alguna vez. En 2014 se negó a retractarse de sus comentarios negando la masacre.
Durante las discusiones de la Dieta sobre los esfuerzos del gobierno japonés para limpiar las armas químicas abandonadas en China al final de la Segunda Guerra Mundial, Matsubara cuestionó la existencia de tales armas.
El lunes 27 de agosto de 2012, en una reunión del comité de presupuesto de la Cámara de Consejeros dijo que podría proponer a otros ministros una revisión de la declaración de 1993 del entonces secretario jefe del gabinete, Yōhei Kōno, admitiendo el papel del Ejército Imperial Japonés en el establecimiento y funcionamiento de «estaciones de confort» para tropas con mujeres de solaz reclutadas por la fuerza, porque «no se han encontrado descripciones directas de reclutamiento forzoso en los registros militares y otros registros oficiales japoneses obtenidos por el gobierno».

### Visita al santuario de Yasukuni
El 15 de agosto de 2012, Matsubara, junto con el ministro de Tierras, Infraestructura, Transporte y Turismo, Yuichiro Hata, se convirtieron en los primeros ministros del gabinete del PDJ en visitar abiertamente el controvertido Santuario Yasukuni desde que el partido llegó al poder en 2009. Matsubara hizo su visita para conmemorar el 67° aniversario del final de la Segunda Guerra Mundial a pesar de las solicitudes de Corea del Sur de abstenerse de hacerlo, ya pesar de que el primer ministro Yoshihiko Noda solicitó a su gabinete que no lo hiciera.

## Vida personal
Está casado y tiene tres hijos. Su hijo mayor, Hajime Matsubara, es miembro de la asamblea de la ciudad de Ota.